# Prelog, Domžale
Prelog este o localitate din comuna Domžale, Slovenia, cu o populație de 625 de locuitori.